# Charles Edward Magoon

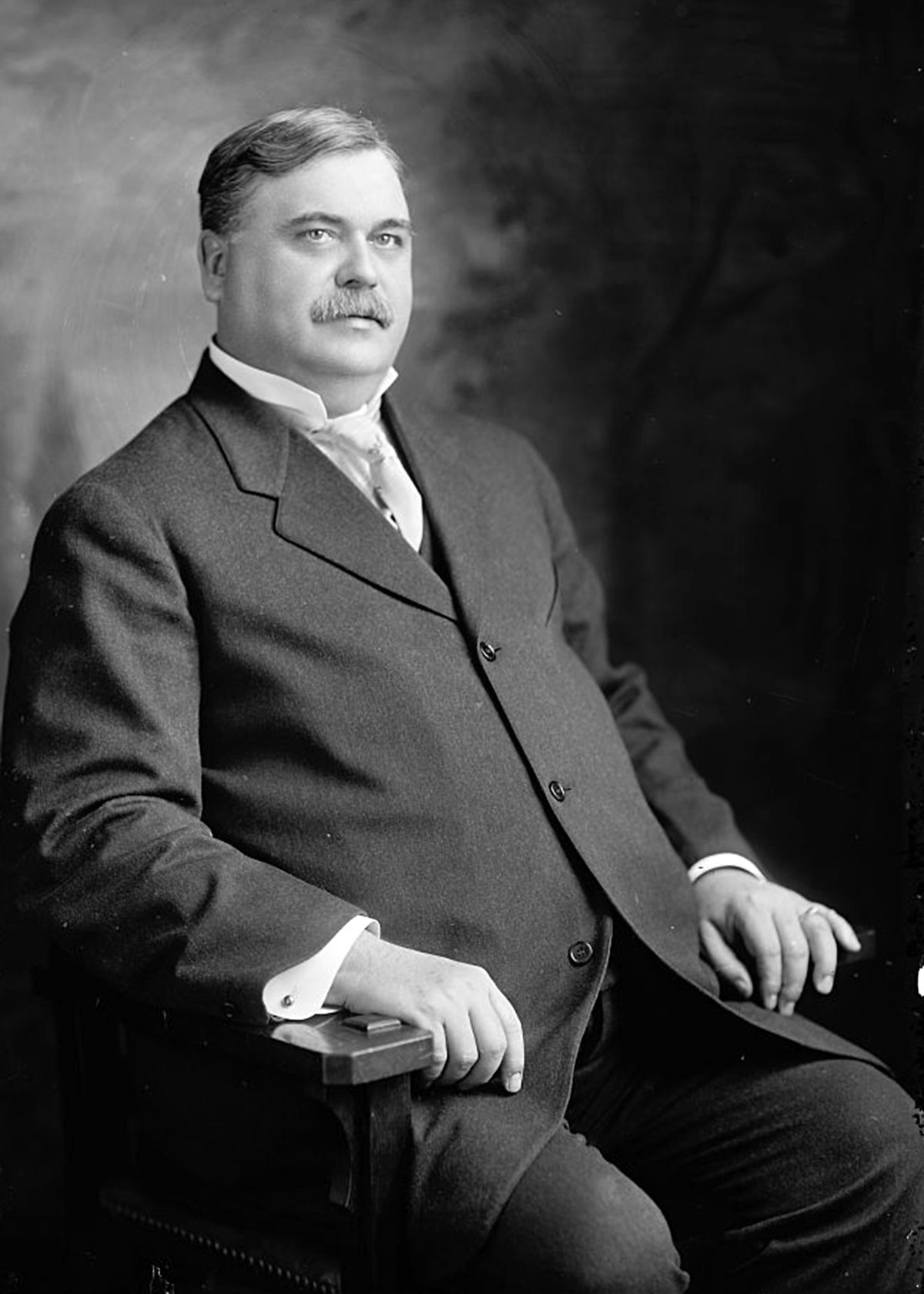

Charles Edward Magoon (5 de dezembro de 1861 - 14 de janeiro de 1920) foi um advogado, juiz, diplomata e administrador americano que é mais lembrado como governador da Zona do Canal do Panamá, Ministro do Panamá e governador da ocupação de Cuba. Ele também foi alvo de vários pequenos escândalos durante sua carreira.

## Biografia
Como assessor jurídico do Departamento de Guerra dos Estados Unidos, ele redigiu recomendações e relatórios que foram usados pelo Congresso e pelo Poder Executivo para governar os novos territórios dos Estados Unidos após a Guerra Hispano-Americana. Esses relatórios foram coletados como um livro publicado em 1902, então considerados o trabalho seminal sobre o assunto. Durante seu tempo como governador, Magoon trabalhou para colocar essas recomendações em prática. Magoon nasceu em Owatonna, Condado de Steele, Minnesota. Sua família mudou-se com ele para Nebraska quando ele ainda era uma criança. Em 1876, ele se matriculou no programa “preparatório” da Universidade de Nebraska em Lincoln e estudou lá por dois anos antes de se matricular oficialmente em 1878. Ele deixou a escola em 1879 para estudar direito por conta própria em um proeminente escritório de advocacia. Em 1882, ele foi admitido na ordem dos advogados e exerceu a advocacia em Lincoln, Nebraska. Por fim, ele se tornou sócio da empresa. Ele também se tornou o juiz advogado da Guarda Nacional de Nebraska e continuou a usar o título de “Juiz” ao longo do restante de sua carreira.

### Departamento de Guerra e o “Incidente Magoon”
Em 1899, Magoon foi procurado para ingressar no escritório de advocacia da recém-criada Divisão de Alfândega e Assuntos Insulares, mais tarde rebatizada de Bureau de Assuntos Insulares, no Departamento de Guerra dos EUA, sob o secretário de Guerra Russell A. Alger.

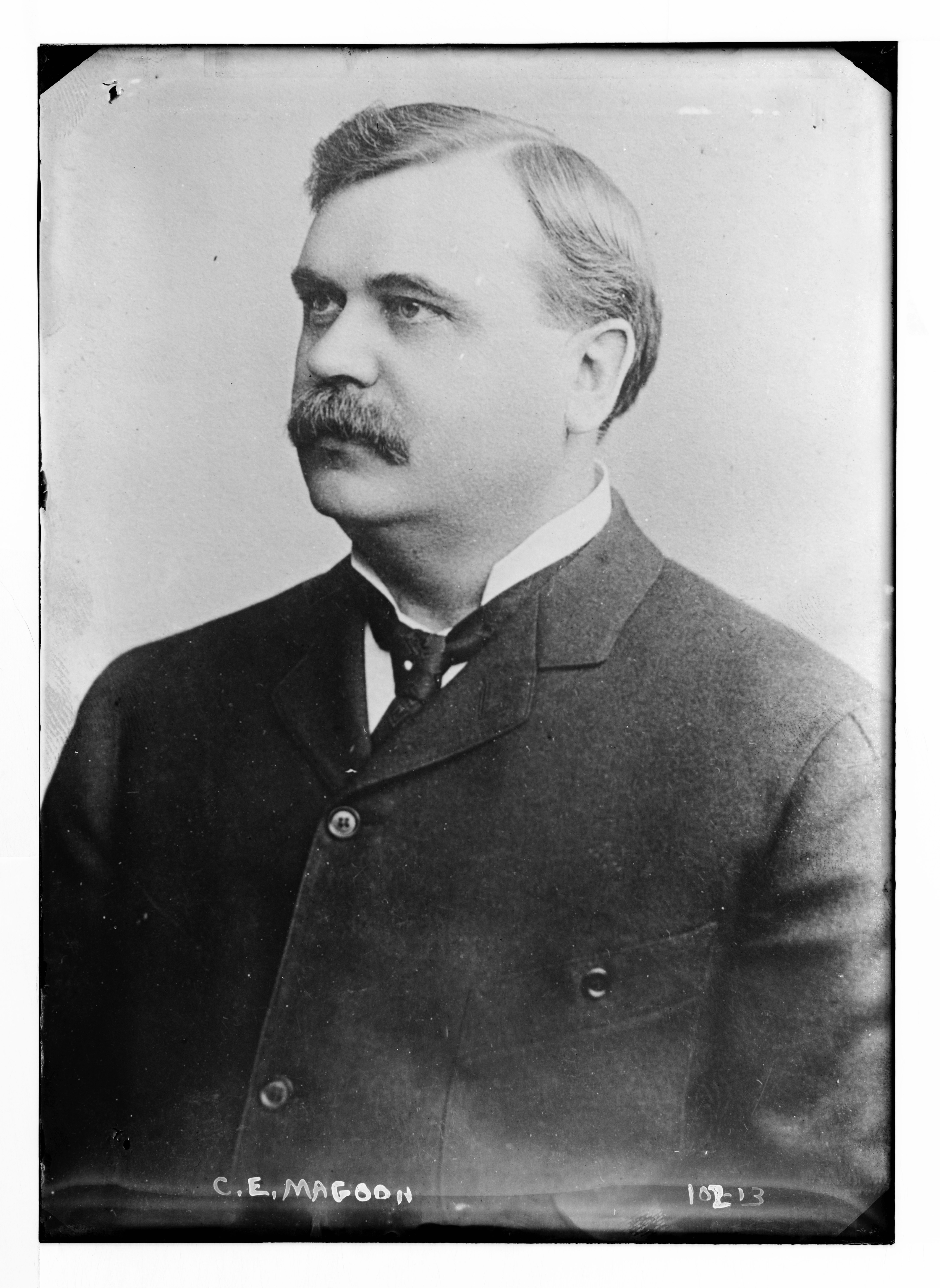
Charles Edward Magoon

A controvérsia jurídica e política surgiu sobre se as pessoas dos territórios recém-adquiridos receberam automaticamente os mesmos direitos sob a Constituição dos Estados Unidos que os cidadãos americanos. Magoon preparou um relatório para Alger em maio de 1899 que teria estabelecido a política oficial do departamento como “a Constituição segue a bandeira”.